# تايب 61 (دبابة)
تايب 61 (بالإنجليزية:Type 60) (باليابانية:61式戦車) ، هي دبابة القتال الرئيسية المشابهة لدبابة إم 40 باتون الأمريكية، صنعتها شركة ميتسوبيشي، وأدخلتها الجيش الياباني عام 1961م وانتهت الخدمة عام 2000و.

## مستخدمون
- اليابان: 560 (1961-2000)

## وصلات خارجية
- The history of Type61 JGSDF MANIACS